# 아나 카프리
아나 카프리(Ahna Capri, 1944년 7월 6일 ~ 2010년 8월 19일)는 미국의 배우, 텔레비전 배우, 영화배우이다.

## 영화
- 더 스페셜리스트 (1975년)
- 용쟁호투 (1973년) - 타니아 역
- 타겟 해리 (1969년)
- 0011 나폴레옹 솔로 - 원 오브 아워 스파이스 이즈 미싱 (1966년)
- FBI (1965년)
- 첩보원 0011 (1964년)